# Мемориал на месте посадки Германа Титова
Мемориал на месте посадки Германа Титова установлен в районе города Красный Кут в Саратовской области.

## История
Посадка летательного аппарата «Восток-2» произошла 7 августа 1961 года в 10 часов 18 минут на колхозном поле. Севшего космонавта встретили местные колхозники, один из которых установил на месте посадки деревянные колышки, которыми отметил эту точку.
В 1962 году на месте посадки Титова был установлен деревянный обелиск высотой 10 метров, на вершине которого располагалась вырезанная из дерева же ракета.
Позднее, в 1975 году, начались работы по установке капитального памятника.
Авторами памятника стали скульпторы Геннадий Тугушев и Владимир Харитонов, установочными работами руководили архитектор и инженер Александр Исаев и Сергей Галкин.
Памятник был открыт к двадцатилетию полёта Титова, в 1981 году.
На пятидесятипятилетний юбилей полёта Германа Титова на мемориальном комплексе прошёл праздник, в рамках которого открыли выездное отделение Почты России, которое провело спецгашение уникальных открыток, выпущенных специально к юбилею. Открыток было выпущено всего двадцать тысяч, кроме того, для спецгашения был выполнен специальный почтовый штемпель.
В 2021 году запланирована установка ещё одного памятника на территории мемориального комплекса. Ожидается, что будет установлен бюст Германа Титова, также к шестидесятилетию полёта Титова, к августу, будут проведены работы по благоустройству территории.

## Описание памятника
Памятник представляет собой комплекс из двух частей. Первая часть монумента — стела с портретным барельефом Германа Титова и надписью. Текст надписи:
«7 августа 1961 г. здесь приземлился космический корабль Восток-2, пилотируемый космонавтом Г. С. Титовым. Количество витков вокруг Земли — 17, продолжительность полёта — 25,3 часа, путь пройденный в космосе — 700000 км»
Второй часть монумента — ещё одна стела, стилизовано изображающая купол парашюта, на котором возвращается на Землю спускаемый аппарат.
На прилегающей территории оформлена открытая площадка для отдыха, становящаяся местом проведения различных мероприятий в памятные даты.